# Ноєнталь
Ноєнталь (нім. Neuental) — громада в Німеччині, знаходиться в землі Гессен. Підпорядковується адміністративному округу Кассель. Входить до складу району Швальм-Едер.
Площа — 38,65 км2. Населення становить 3034 ос. (станом на 31 грудня 2020).